# Останній шанс (фільм, 2002)
«Останній шанс» (англ. Last Call) — американський телефільм 2002 року режисера Генрі Бромела. Екранізація роману Френсіса Крола Рінга.

## Сюжет
Фільм розповідає про 1939-1940 роки, коли Френсіс Крол Рінґ працював секретарем у Френсіса Скота Фіцджеральда, який переродився на алкоголіка.  Фіцджеральд помер у віці 44 років, а його, можливо, найбільший роман «Останній магнат», залишився незакінченим.

## Ролі виконують
- Джеремі Айронс — Френсіс Скотт Фіцджеральд
- Нів Кемпбел — Френсіс Кролл[en]
- Сісі Спачек — Зельда Фіцджеральд
- Пол Гехт[en] — Семюель Кролл
- Кетлін Манро[en] — Скоті
- Браян Пол[en] — доктор Магоні
- Джон Форд — Максвел Перкінс

## Навколо фільму
- Сива жінка у фінальній сцені, яка дивиться на вітрину книжкового магазину з романами Френсіса Скотта Фіцджеральда, — справжня Френсіс Кролл[en].

## Нагороди
- 2003 Нагорода Американського товариства кінооператорів (ASC Award):
  - за видатні досягнення в кінематографії у фільмах тижня — Jeff Jur
- 2003 Нагорода Prism Prize (Канада):
  - за виступ у телевізійному фільмі чи мінісеріалі — Нів Кемпбел